# 1952 у футболі
Нижче наведені футбольні події 1952 року у всьому світі.

## Національні чемпіони
- Англія: Манчестер Юнайтед
- Аргентина: Рівер Плейт
- Італія: Ювентус
- Іспанія: Барселона
- Нідерланди: Віллем II
- СРСР: Спартак (Москва)
- ФРН: Штутгарт
- Франція: Ніцца
- Шотландія: Гіберніан

## Міжнародні турніри
- Літні Олімпійські ігри 1952 в Гельсінкі, Фінляндія (15 липня — 2 серпня 1952 р.)
  1.  Угорщина
  2.  Югославія
  3.  Швеція